# Pischtschanka
Pischtschanka (ukrainisch Піщанка; russisch Песчанка Pestschanka, polnisch Pieszczana) ist eine Siedlung städtischen Typs in der Ukraine mit etwa 4900 Einwohnern (2024) und war bis Juli 2020 das administrative Zentrum des gleichnamigen Rajons Pischtschanka.

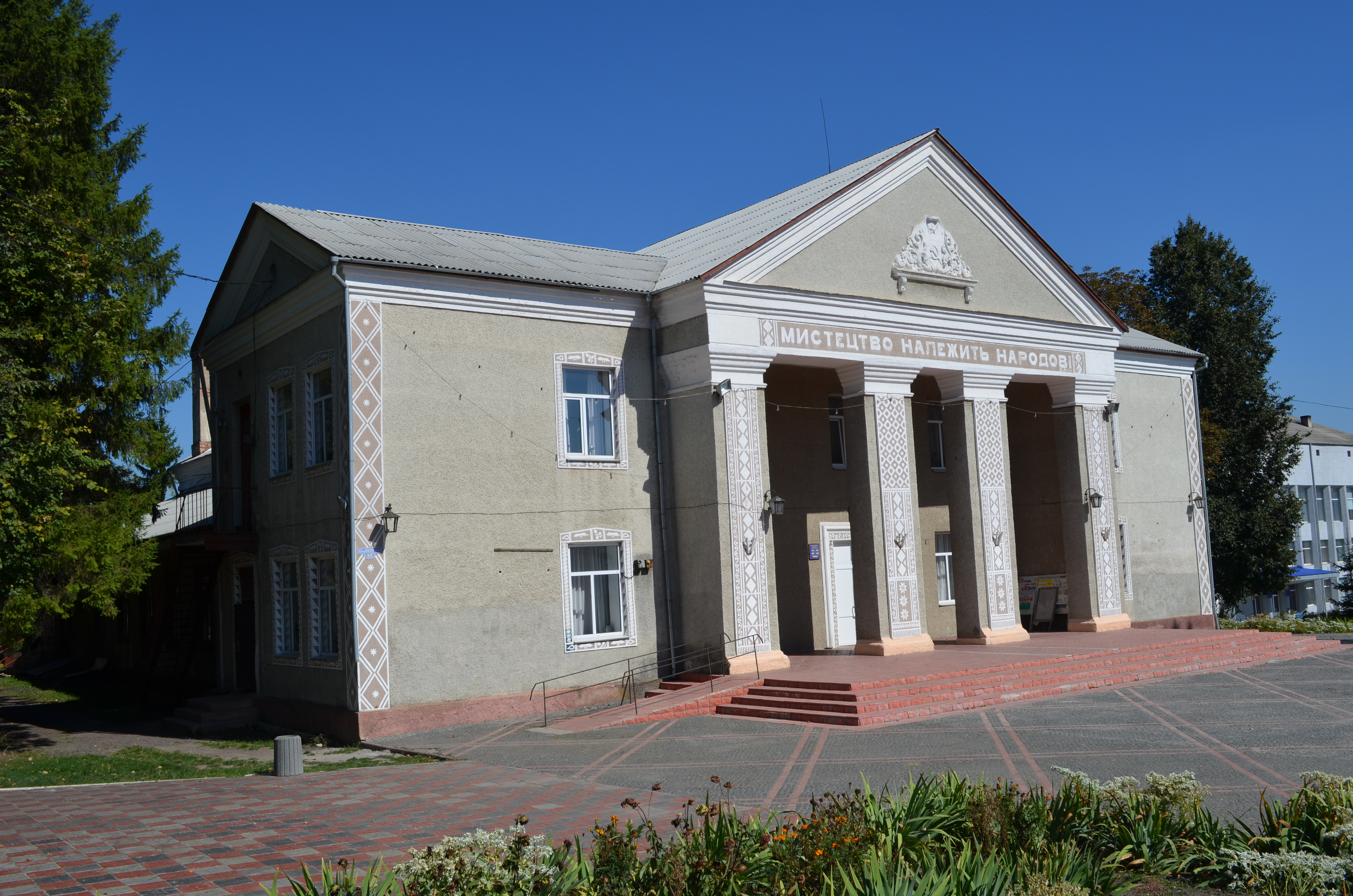
Haus der Kultur in Pischtschanka

Pischtschanka liegt im Südosten der Oblast Winnyzja, 153 km südlich vom Oblastzentrum Winnyzja und 10 km nordöstlich der Grenze nach Transnistrien. Die Ortschaft wurde erstmals 1734 erwähnt und bekam im Jahre 1956 den Status einer Siedlung städtischen Typs verliehen.

## Verwaltungsgliederung
Am 12. Juni 2020 wurde die Siedlung zum Zentrum der neugegründeten Siedlungsgemeinde Pischtschanka (Піщанська селищна громада/Pischtschanska selyschtschna hromada), zu dieser zählen auch die Siedlung städtischen Typs Rudnyzja, die 9 in der untenstehenden Tabelle aufgelisteten Dörfer sowie die 3 Ansiedlungen Mykolajiwka, Popeljuchy und Trudowe, bis dahin bildete sie zusammen mit der Ansiedlung Trudowe die gleichnamige Siedlungsratsgemeinde Pischtschanka (Піщанська селищна рада/Pischtschanska selyschtschna rada) im Zentrum des Rajons Pischtschanka.
Am 17. Juli 2020 kam es im Zuge einer großen Rajonsreform zum Anschluss des Rajonsgebietes an den Rajon Tultschyn.
Folgende Orte sind neben dem Hauptort Pischtschanka Teil der Gemeinde:
| Name                     | Name         | Name                          |
| ukrainisch transkribiert | ukrainisch   | russisch                      |
| ------------------------ | ------------ | ----------------------------- |
| Dmytraschkiwka           | Дмитрашківка | Дмитрашковка (Dmitraschkowka) |
| Horodyschtsche           | Городище     | Городище (Gorodischtsche)     |
| Jaworiwka                | Яворівка     | Яворовка (Jaworowka)          |
| Kosliwka                 | Козлівка     | Козловка (Koslowka)           |
| Mykolajiwka              | Миколаївка   | Николаевка (Nikolajewka)      |
| Myroljubiwka             | Миролюбівка  | Миролюбовка (Miroljubowka)    |
| Popeljuchy               | Попелюхи     | Попелюхи (Popeljuchi)         |
| Rudnyzke                 | Рудницьке    | Рудницкое (Rudnizkoje)        |
| Rudnyzja                 | Рудниця      | Рудница (Rudniza)             |
| Rybky                    | Рибки        | Рыбки (Rybki)                 |
| Stawky                   | Ставки       | Ставки (Stawki)               |
| Trudowe                  | Трудове      | Трудовое (Trudowoje)          |
| Tschornomyn              | Чорномин     | Черномин (Tschernomin)        |

## Söhne und Töchter der Siedlung
- Julija Petrowna Rjabtschinskaja (1947–1973), Kanutin, Weltmeisterin und Olympiasiegerin